# Graphelmis cornuta
Graphelmis cornuta là một loài bọ cánh cứng trong họ Elmidae. Loài này được Ciampor miêu tả khoa học năm 2004.